# 소비에트 전쟁 기념물 (티어가르텐)

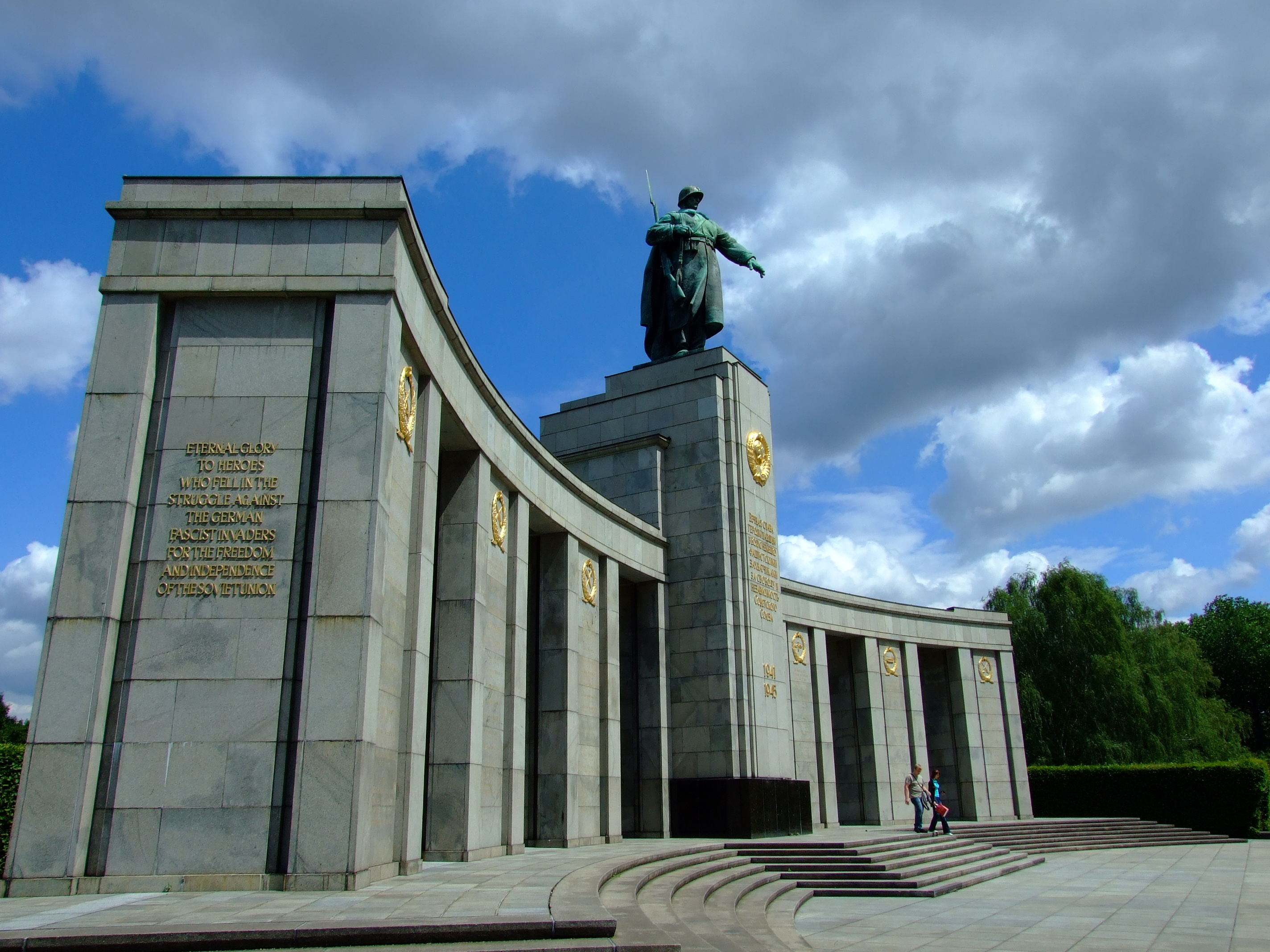
소비에트 전쟁 기념물

소비에트 전쟁 기념물(독일어: Sowjetisches Kriegerdenkmal)은 독일 베를린 미테구 티어가르텐에 있는 전쟁 기념물이다. 소련이 전쟁 사망자, 특히 1945년 4월과 5월 베를린 전투 중에 사망한 소련군 병사 80,000명을 기념하기 위해 세운 것이다.

## 장소
이 기념물은 도시가 함락된 지 몇 달 후인 1945년에 세워졌다. 오늘날에는 재건된 티어가르텐의 광대한 삼림으로 둘러싸여 있다. 이 기념물은 베를린의 영국 점령지에 있었지만 모든 연합국의 지원을 받아 건설되었다. 냉전기 동베를린의 소련 제6 독립 근위 차량화 소총 여단 명예 경비대가 이 기념물을 지키기 위해 파견되었다. 이곳은 소련군이 서베를린에 들어갈 수 있었던 세 곳 중 하나였으며, 다른 곳은 슈판다우 교도소 (1987년까지)와 베를린 항공 안전 센터였다.

## 설계
이 기념물은 파괴된 국가수상부에서 가져온 석조물로 지어졌다. 한때 동구권 전역에서 발견되었던 다른 소련 제2차 세계 대전 기념물과 비슷한 스타일로 지어진 이 기념물은 소련 군인의 큰 동상이 얹힌 곡선형 스토아 형태를 하고 있다. 조경된 정원에 자리 잡고 있으며, 붉은 군대 ML-20 152mm 곡사포 포병대 2대와 T-34 전차 2대가 양옆에 있다. 기념물 뒤에는 기념물 건설 사진을 전시하고 베를린 지역의 다른 기념관에 대한 가이드를 제공하는 야외 박물관이 있다.
군인 동상 아래에는 러시아어로 큰 비문이 쓰여 있는데, "소련의 자유와 독립을 위해 독일 파시스트 침략자들과의 전투에서 죽은 영웅들에게 영원한 영광을"이라는 뜻이다. 소련은 군인의 팔이 2,000명이 넘는 군인 무덤 위로 뻗어 있는 동상을 세웠다.
이 기념물은는 건축가 미하일 고르비츠가 설계했고, 소련 군인 기념비는 조각가 블라디미르 치갈과 레프 케르벨이 설계했다.